# Josep Sala Tarragó
Josep Sala Tarragó   (Barcelona, 1896 - Barcelona, 1962) va ésser un fotògraf i grafista català.

## Biografoia
Estudià a Llotja i va ser professor de ball.
Membre del FAD i de l'Agrupació Fotogràfica de Catalunya, va ser també col·laborador habitual de D'Ací i d'Allà on s'encarregà de la direcció artística de la tercera època d'aquesta revista i en la qual publicaria alguns dels seus treballs més interessants com a publicista.
Col·laborà també a Las 4 estaciones, Mirador, Revista Ford i La Publicitat.
Durant la Guerra Civil espanyola treballà, juntament amb Pere Català i Pic, per al Comissariat de Propaganda de la Generalitat de Catalunya.